# Nectepec
Nectepec är en ort i Mexiko.   Den ligger i kommunen Cuetzalan del Progreso och delstaten Puebla, i den sydöstra delen av landet, 190 km öster om huvudstaden Mexico City. Nectepec ligger 677 meter över havet och antalet invånare är 700.
Terrängen runt Nectepec är lite bergig. Runt Nectepec är det ganska tätbefolkat, med 134 invånare per kvadratkilometer. Närmaste större samhälle är Ciudad de Cuetzalan, 8,4 km väster om Nectepec. I omgivningarna runt Nectepec växer i huvudsak städsegrön lövskog.